# Каниш Сатбаєв
Кани́ш Сатба́єв (каз. Қаныш Сәтбаев) — село у складі Баянаульського району Павлодарської області Казахстану. Адміністративний центр Сатпаєвського сільського округу.
Населення — 470 осіб (2021; 589 у 2009, 931 у 1999, 1140 у 1989).
Національний склад станом на 1989 рік:
- казахи — 100 %

Станом на 1989 рік село називалось Каращі, у радянські часи називалось також Караащі, до 2018 року — Караші.